# Eibergen
Eibergen (niederdeutsch Eibarge) ist ein niederländisches Dorf im Achterhoek in der Provinz Gelderland.
Eibergen wurde 1188 erstmals urkundlich erwähnt und war bis zum Zusammenschluss mit Borculo, Ruurlo und Neede zur heutigen Gemeinde Berkelland am 1. Januar 2005 eine selbständige Gemeinde.
In Eibergen befindet sich eine Außenstelle der Bundeswehrverwaltungsstelle Niederlande. In Eibergen ist außerdem das deutsch-niederländische Fernmeldebataillon Communications and Information Systems (CIS) des 1. Deutsch-Niederländisches Korps stationiert.

## Politik

### Sitzverteilung im Gemeinderat
Bis zur Auflösung der Gemeinde ergab sich seit 1990 folgende Sitzverteilung:
| Partei                          | Sitze | Sitze | Sitze | Sitze |
| Partei                          | 1990  | 1994  | 1998  | 2002  |
| ------------------------------- | ----- | ----- | ----- | ----- |
| CDA                             | 10    | 7     | 8     | 8     |
| PvdA                            | 4     | 5     | 4     | 4     |
| VVD                             | 2     | 3     | 3     | 2     |
| GroenLinks                      | 1     | 2     | 2     | 2     |
| Sprookje 2000/Leefbaar Eibergen | —     | —     | —     | 1     |
| Gesamt                          | 17    | 17    | 17    | 17    |

## Persönlichkeiten
- Menno ter Braak (1902–1940), niederländischer Schriftsteller und Opfer des Nationalsozialismus
- Judith Pietersen (* 1989), Volleyballspielerin
- Marit van der Lei (* 1994), Jazz- und Improvisationsmusikerin